# Hendrik IV van Mecklenburg
Hendrik IV van Mecklenburg bijgenaamd de Vette (circa 1417 - 9 maart 1477) was van 1422 tot aan zijn dood hertog van Mecklenburg. Hij behoorde tot het huis Mecklenburg.

## Levensloop
Hendrik IV was de oudste zoon van hertog Johan IV van Mecklenburg en diens echtgenote Catharina, dochter van hertog Erik IV van Saksen-Lauenburg. Wegens zijn obesitas en zijn spilzuchtige levensstijl droeg hij als bijnaam de Vette.
Na het overlijden van zijn vader in 1422 erfde hij samen met zijn jongere broer Johan V het hertogdom Mecklenburg, in gezamenlijke regering met hun neef Albrecht V. De minderjarige broers werden onder het regentschap geplaatst van hun moeder en Albrecht V en na diens dood in 1423 werd hun moeder de enige regentes. In 1436 begonnen Hendrik IV en Johan V gezamenlijk te regeren tot aan Johans dood in 1442, waarna Hendrik alleen regeerde.
Met de dood van heer Willem van Werle in 1436 stierf de tak Werle van het huis Mecklenburg uit en viel Werle toe aan het hertogdom Mecklenburg. In 1471 stierf met de dood van hertog Ulrich II van Mecklenburg-Stargard ook deze tak van het huis Mecklenburg uit en werd Mecklenburg onder Hendrik IV weer onder een heerser herenigd. Onder de bemiddeling van Hendrik IV kwam in mei 1472 de Successieoorlog van Stettin tussen het hertogdom Pommeren en het keurvorstendom Brandenburg ten einde.
Aan het einde van zijn leven droeg Hendrik IV de macht grotendeels over aan drie van zijn vier zonen: Albrecht VI, Johan VI en Magnus II. Reeds in 1474 stierf Johan VI, waardoor Hendrik IV na zijn dood in 1377 als hertog van Mecklenburg werd opgevolgd door zijn zoons Albrecht VI en Magnus II. Na de dood van Albrecht VI in 1483 regeerde Magnus II alleen. De vierde zoon Balthasar hield zich weinig of niet bezig met regeringszaken. Hendrik VI werd bijgezet in de Munster van Bad Doberan.

## Huwelijk en nakomelingen
In mei 1432 huwde Hendrik met Dorothea van Brandenburg (1420-1491), dochter van keurvorst Frederik I van Brandenburg. Ze kregen vier zonen:
- Albrecht VI (1438-1483), hertog van Mecklenburg en hertog van Mecklenburg-Güstrow
- Johan VI (1439-1474), hertog van Mecklenburg
- Magnus II (1441-1503), hertog van Mecklenburg en hertog van Mecklenburg-Schwerin
- Balthasar (1451-1507), diocesaan administrator van het prinsbisdom Schwerin en hertog van Mecklenburg-Schwerin